# Máy điều hòa không khí

Một máy điều hòa thông dụng

Máy điều hòa không khí, thường gọi tắt là điều hoà hoặc máy điều hoà, còn gọi là máy lạnh là một thiết bị gia dụng, hệ thống hoặc cỗ máy được thiết kế nhằm thay đổi các tính chất của không khí (thường là nhiệt độ và độ ẩm) đến mức độ mong muốn trong một diện tích cho trước như một căn nhà hoặc bên trong một chiếc ô tô.  Theo nghĩa thông thường, máy điều hòa là máy làm giảm nhiệt độ không khí.
Việc làm lạnh được thực hiện theo chu trình làm lạnh, nhưng đôi khi chu trình bay hơi hoặc làm mát tự do hoặc chất làm khô cũng được sử dụng.
Trong xây dựng, một hệ thống tỏa nhiệt hoàn chỉnh, thông hơi, và điều hòa không khí được gọi là "HVAC", viết tắt các tính năng heating, ventillation và air-conditioner.

## Cách tính công suất điện của điều hòa
Thông số của điều hòa thường được ghi là BTU (Đơn vị nhiệt Anh - British Thermal Unit). Từ thông số BTU nhân với giá trị 0,0002929 sẽ ra công suất lạnh của điều hòa. Khi hoạt động, điều hòa không làm việc liên tục. Khi cung cấp đủ năng lượng để làm giảm nhiệt độ phòng tới mức nhất định nó sẽ ngừng làm lạnh. Nên để tính ra công suất điện của điều hòa thì tùy vào loại máy công nghiệp hay gia dụng thì sẽ lấy công suất lạnh chia cho ~3,2 hoặc ~2,8. Ví dụ, điều hòa gia dụng có thông số 9.000BTU thì công suất lạnh sẽ là 9000 x 0,0002929 = 2,63764 KW suy ra công suất điện: 2,63764 KW / 2,8 = 0,942 KW.

Máy làm mát này là kết quả của Matthew Edward Kramer phát minh.